# Guam a 2018-as birkózó-világbajnokságon
Guam a Budapesten rendezett 2018-as birkózó-világbajnokság egyik részt vevő nemzete volt, 3 sportolóval képviseltette magát.

## Eredmények

### Férfi szabadfogású birkózás
| Versenyző                   | Versenyszám | Selejtező                           | Nyolcaddöntő      | Negyeddöntő       | Elődöntő          | Vigaszág első kör | Vigaszág második kör | Bronz- mérkőzés   | Döntő             | Helyezés |
| Versenyző                   | Versenyszám | Ellenfél Eredmény                   | Ellenfél Eredmény | Ellenfél Eredmény | Ellenfél Eredmény | Ellenfél Eredmény | Ellenfél Eredmény    | Ellenfél Eredmény | Ellenfél Eredmény | Helyezés |
| --------------------------- | ----------- | ----------------------------------- | ----------------- | ----------------- | ----------------- | ----------------- | -------------------- | ----------------- | ----------------- | -------- |
| III. Paul San Nicolas Aguon | 70 kg       | Emrach Gaszanov · Izrael · 14–4     | kiesett           | kiesett           | kiesett           |                   |                      |                   |                   |          |
| John Geronimo Butaud Rojas  | 74 kg       | Soner Demirtas · Törökország · 11–0 | kiesett           | kiesett           | kiesett           |                   |                      |                   |                   |          |

### Női szabadfogású birkózás
| Versenyző                  | Versenyszám | Selejtező (64-es tábla)       | Selejtező (32-es tábla) | Nyolcaddöntő      | Negyeddöntő       | Elődöntő          | Vigaszág első kör | Vigaszág második kör | Bronz- mérkőzés   | Döntő             | Helyezés |
| Versenyző                  | Versenyszám | Ellenfél Eredmény             | Ellenfél Eredmény       | Ellenfél Eredmény | Ellenfél Eredmény | Ellenfél Eredmény | Ellenfél Eredmény | Ellenfél Eredmény    | Ellenfél Eredmény | Ellenfél Eredmény | Helyezés |
| -------------------------- | ----------- | ----------------------------- | ----------------------- | ----------------- | ----------------- | ----------------- | ----------------- | -------------------- | ----------------- | ----------------- | -------- |
| Rckaela Maree Ramos Aquino | 57 kg       | Dzsieun Um · Dél-Korea · 10–0 | kiesett                 | kiesett           | kiesett           | kiesett           |                   |                      |                   |                   |          |